# Henry Charles Carey
Henry Charles Carey (ur. 15 grudnia 1793, zm. 13 października 1879) – amerykański ekonomista, urodzony w Filadelfii. Ze względu na bliskie kontakty z Frédérikiem Bastiatem oraz podobne poglądy, czasami zalicza się go do nurtu późnej klasycznej ekonomii francuskiej.
Z zawodu był księgarzem i wydawcą, w czym kontynuował tradycję swojego ojca. Dorobiwszy się majątku na pracy wydawniczej poświęcił się pisarstwu.
Ze względu na znaczącą obecność konkurencyjnych towarów brytyjskich na rynku amerykańskim w połowie XIX wieku oraz niszy poziom rozwoju przemysłowego, wielu ekonomistów amerykańskich postulowało daleko posuniętą ochronę rynku wewnętrznego. Poglądy Careya wpisywały się w główny nurt protekcjonistycznych poglądów ekonomicznych.
Carey przeciwstawiał się także ludnościowej teorii Thomasa Malthusa oraz teorii renty gruntowej Davida Ricarda.
Najważniejsze dzieła:
- Zasady ekonomii politycznej (1837–1840)
- Harmonia interesów rolnika, przemysłowca i kupca (1851)